# 오남읍
오남읍(梧南邑)은 경기도 남양주시 북부에 위치한 읍이다. 오남읍은 본래 풍양현 지역으로 조선시대부터 한말까지 양주군 건천면과 접동면 일대였다. 오남이란 명칭은 1914년 행정구역 통폐합 때 이 지역이 진건면에 편제되면서 오산리의 ‘오’ 자와 어남리의 ‘남’ 자를 따서 유래한 것이다. 또는 세조가 광릉묘지터를 찾으러 광릉방면으로 가는 길에 건너다 본 곳이라 하여 ‘어람리(御覽里)’라 하던 것이 와전되어 ‘외냄리’, ‘어냄이’, ‘어남’이라고 불러오다가 ‘오남’으로 되었다고도 전한다.

## 역사
- 고대 : 풍양현이라 칭하였음.
- 1505년 : 풍양현이 양주로 개칭. 이후 한말까지 양주군 건천면과 접동면에 속해 있었음.
- 1914년 4월 1일 : 행정구역 통폐합으로 진건면에 소속. 어남상리(於南上里), 어남하리(於南上里), 오산리(梧山里)와 단곡리(丹谷里) 일부를 합하여 오남리로, 양지리, 단곡리, 증포리 일부를 합하여 양지리로 개편. 이 때 오산의 ‘오’자와 어남의 ‘남’자를 따서 오남이라 칭함.
- 1980년 4월 1일 : 법률 제3169호에 의거 양주군이 분리되어 남양주군 진건면으로 변경.
- 1983년 2월 11일 : 남양주군 조례 제315호에 의거 진건면 양지리, 팔현리, 오남리가 진접면으로 편입.
- 1992년 4월 1일 : 남양주군 조례 제839호에 의거 진접읍 오남출장소(양지, 팔현, 오남리) 개설
- 1995년 1월 1일 : 남양주시 설치로 남양주시 진접읍 오남출장소가 됨.
- 1995년 5월 6일 : 남양주시 조례 제140호에 의거 양지리, 오남리, 팔현리를 오남면으로 분리, 승격.
- 2001년 9월 12일 : 남양주시 조례 제454호에 의거 오남면이 오남읍으로 승격.
- 2017년 2월 6일: 진접읍과 오남읍을 관할하는 진접·오남 행정복지센터가 개청하였다.[2]

## 행정 구역
오남읍의 하위 행정 구역으로 3개 법정리가 있다.
| 법정리 | 한자명 | 행정리 |
| ------ | ------ | --- |
| 양지리 | 陽地里 | 양지1리, 양지2리, 양지3리, 양지4리, 양지5리, 양지6리, 양지7리, 양지8리, 양지9리, 양지10리, 양지11리, 양지12리, 양지13리 |
| 오남리 | 梧南里 | 오남1리, 오남2리, 오남3리, 오남4리, 오남5리, 오남6리, 오남7리, 오남8리, 오남9리, 오남10리, 오남11리, 오남12리, 오남13리, 오남14리, 오남15리, 오남16리, 오남17리, 오남18리, 오남19리, 오남20리, 오남21리, 오남22리, 오남23리, 오남24리, 오남25리, 오남26리, 오남27리, 오남28리, 오남29리, 오남30리, 오남31리 |
| 팔현리 | 八賢里 | 팔현1리, 팔현2리 |

## 주요 시설

### 관공서
- 오남보건지소
- 오남읍노인회
- 오남복지어린이집(시립)
- 오남소방파출소
- 오남우편취급소
- 오남치안센터

### 학교
- 양지초등학교
- 양오초등학교
- 오남초등학교
- 어람초등학교
- 양오중학교
- 어람중학교
- 오남중학교
- 오남고등학교

## 교통
- 진접선 오남역

## 아파트
| 단지명                 | 건설사               | 시행사                | 주소                            | 입주        | 비고 |
| ---------------------- | -------------------- | --------------------- | ------------------------------- | ----------- | ---- |
| 오남두산 1차           | 두산건설             | 두산건설              | 진건오남로 781-9 (오남리)       | 1998년 10월 |      |
| 오남두산 2차           | 두산건설             | ㈜대산건설            | 진건오남로 781-40 (오남리)      | 1998년 11월 |      |
| 오남 두산위브          | 두산건설             | 두산산업개발          | 양지로 261-11 (오남리)          | 2006년 5월  |      |
| 오남한신 2차           | 한신공영             | ㈜리버산업개발        | 진건오남로 529-2 (오남리)       | 1998년 8월  |      |
| 오남 쌍용스윗닷홈 GITY | 남광토건             | 엘림건설㈜ 봉마건설㈜ | 양지로281번길 16 (양지리)       | 2005년 8월  |      |
| 오남 쌍용스윗닷홈 GITY | 남광토건             | 엘림건설㈜ 봉마건설㈜ | 양지로281번길 16 (양지리)       | 2005년 8월  |      |
| 오남 신일해피트리      | ㈜신일               | ㈜신일하우징          | 진건오남로 516-53 (오남리)      | 2004년 11월 |      |
| 오남 신일해피트리      | ㈜신일               | ㈜신일하우징          | 진건오남로 516-74 (오남리)      | 2004년 11월 |      |
| 오남 신우아이딜        | 신우종합건설㈜       | 신우종합건설㈜        | 진건오남로512번길 25-1 (오남리) | 2004년 3월  |      |
| 오남 신우아이딜        | 신우종합건설㈜       | 신우종합건설㈜        | 진건오남로512번길 26 (오남리)   | 2004년 12월 |      |
| 오남 금호어울림        | 금호건설             | ㈜청록산업            | 진건오남로 472 (오남리)         | 2006년 3월  |      |
| 오남 파라다이스빌      | 파라다이스건설산업㈜ | ㈜경호산업개발        | 진건오남로 596-18 (오남리)      | 2004년 12월 |      |
| 오남 신동아파밀리에    | 신동아건설           | ㈜일해토건            | 진건오남로555번길 19 (오남리)   | 2004년 5월  |      |
| 오남 휴먼빌            | 일신건영㈜           | 일신건영㈜            | 진건오남로 595-22 (오남리)      | 2003년 10월 |      |
| 오남 유호N플러스빌     | 유호건설㈜           | 유호건설㈜            | 진건오남로 564 (오남리)         | 2003년 5월  |      |
| 오남 롯데푸른솔        | 롯데건설             | 한국부동산신탁㈜      | 진건오남로 735-17 (오남리)      | 2002년 3월  |      |
| 오남 아이파크          | 현대산업개발         | 현대산업개발          | 진건오남로759번길 110 (오남리)  | 2009년 9월  |      |
| 오남 푸르지오          | 대우건설             | 시호월드㈜            | 진건오남로759번길 10 (오남리)   | 2009년 7월  |      |
| 오남 양지 e편한세상    | 대림산업             | 셀그룹㈜              | 양지로240번길 37 (양지리)       | 2009년 2월  |      |
| 오남 양지 e편한세상    | 대림산업             | 셀그룹㈜              | 양지로240번길 38 (양지리)       | 2009년 2월  |      |

## 명소

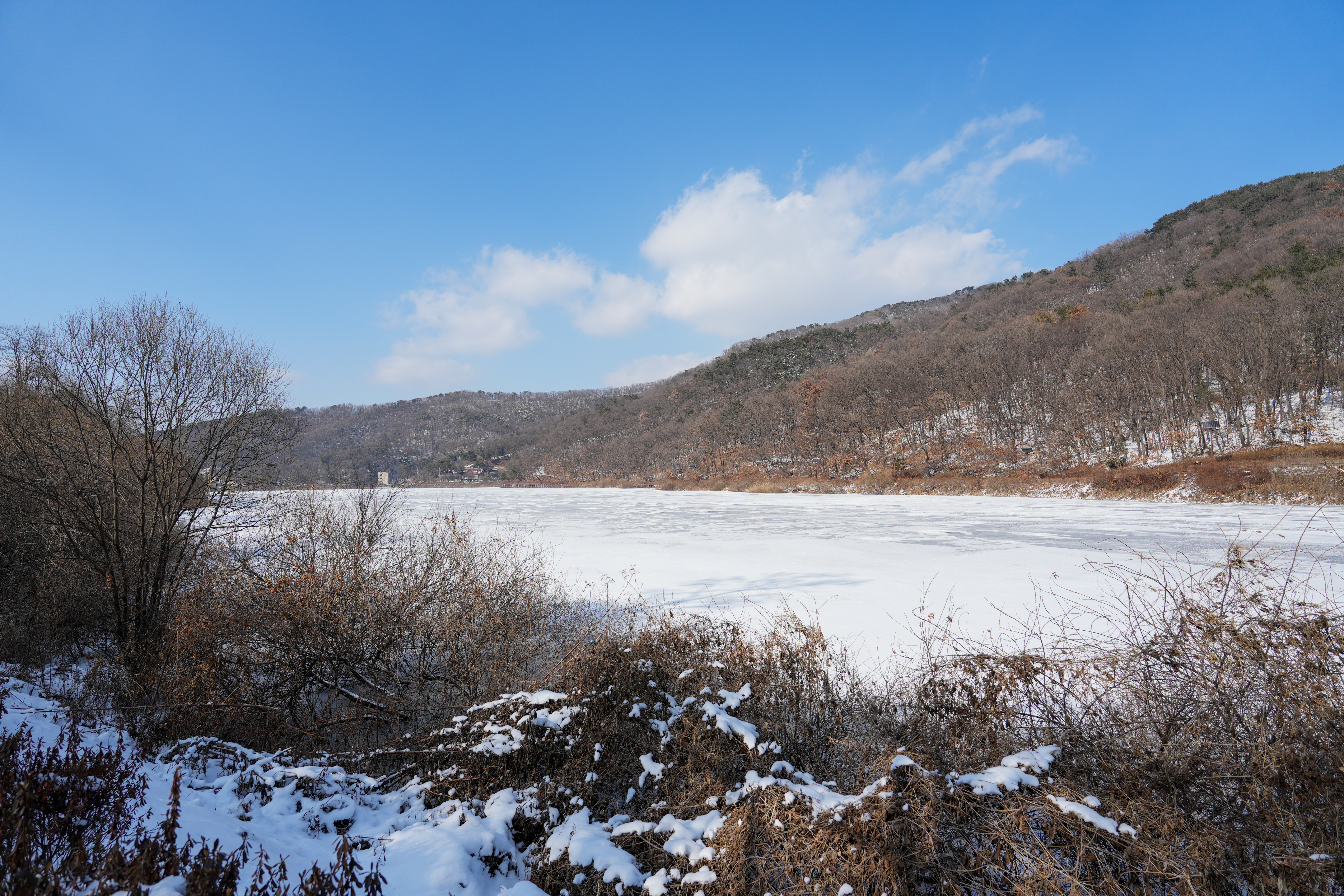
오남호수공원의 모습 (2025년 1월)

- 남양주 양지리 향나무 (천연기념물 제232호)
- 팔현 유원지
- 오남호수공원 (구 오남저수지)